# Gastronomia de Mongòlia

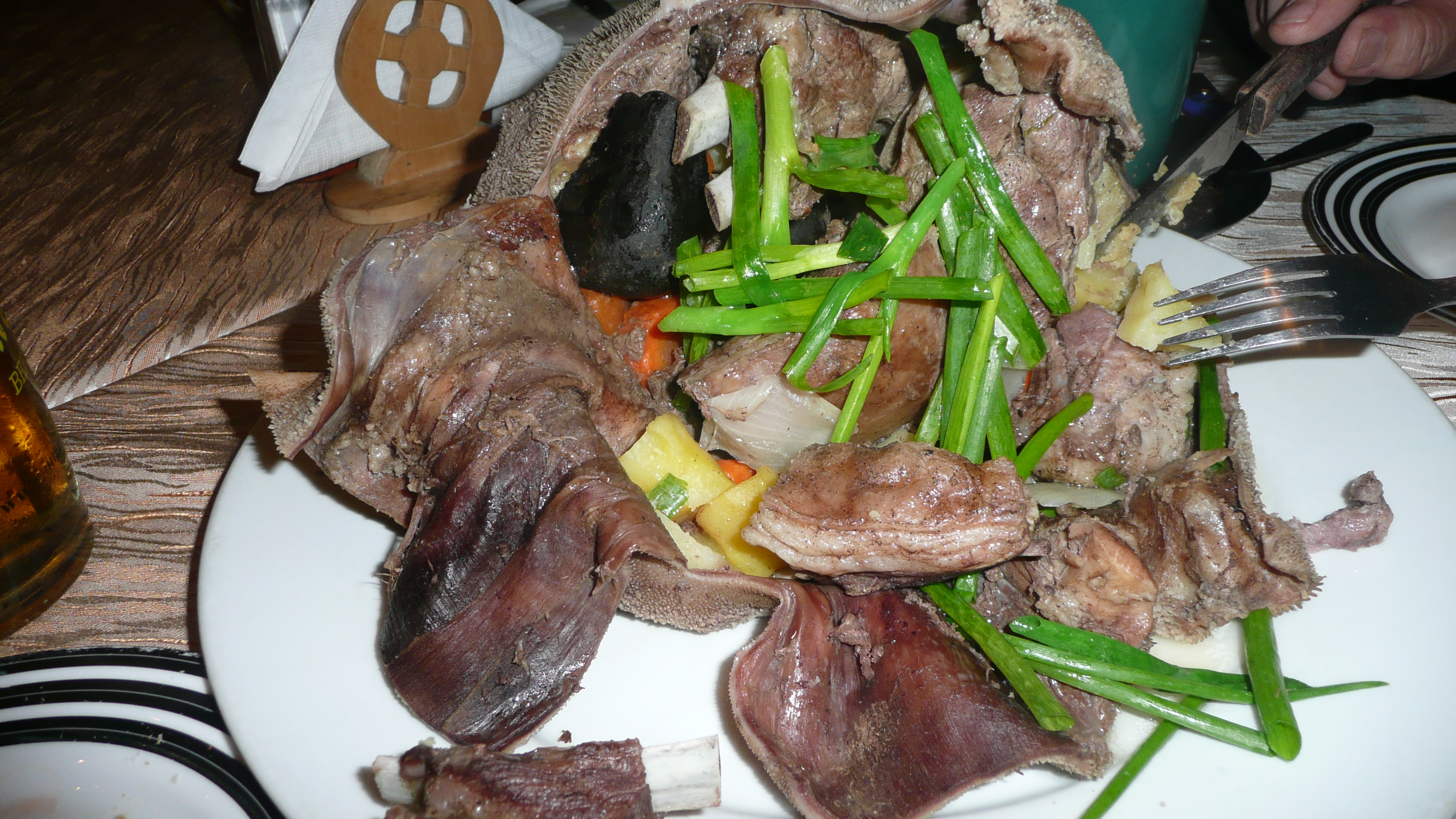
Khorkhog

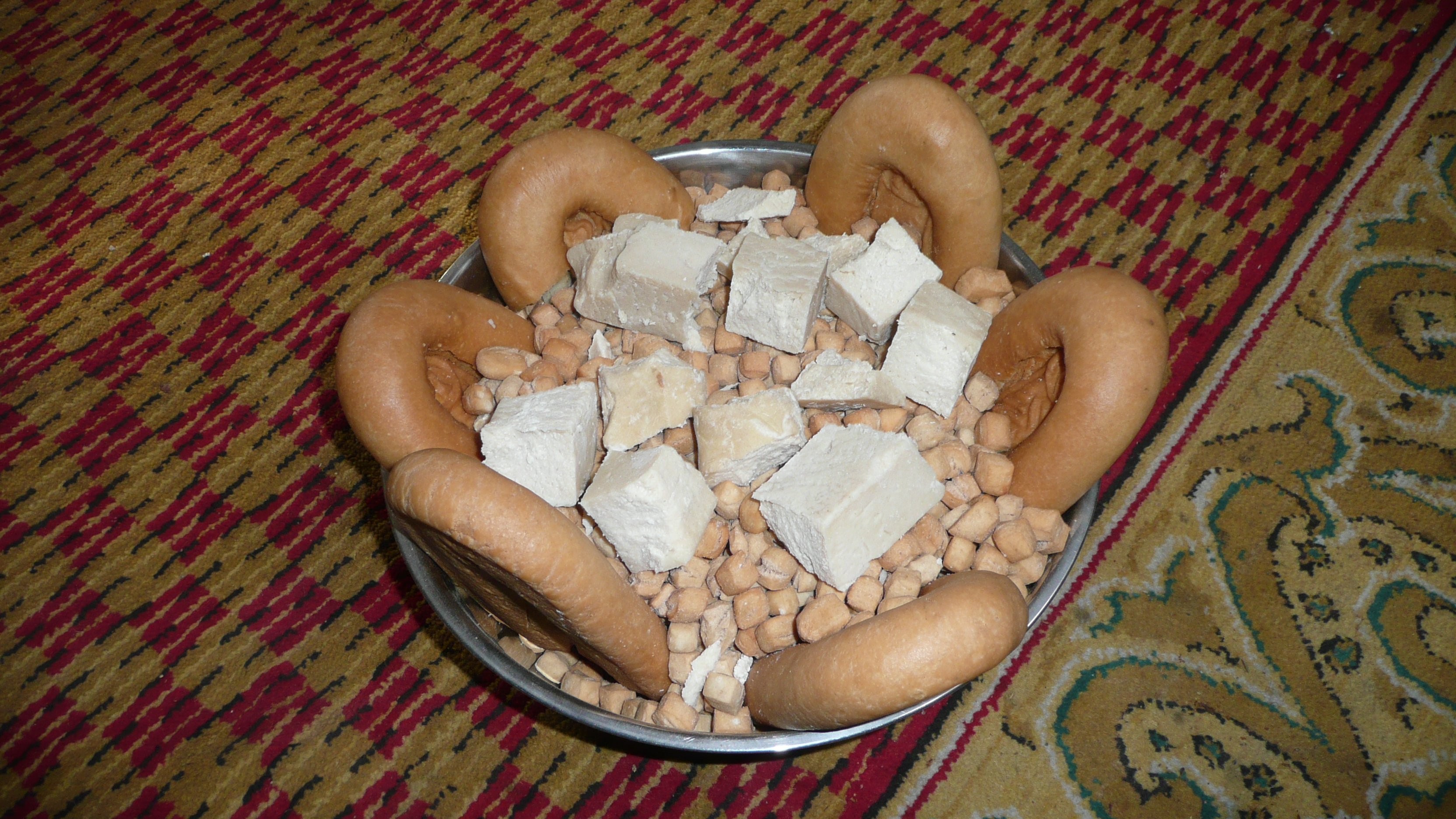
Boortsog, aaruul, i ul boov.

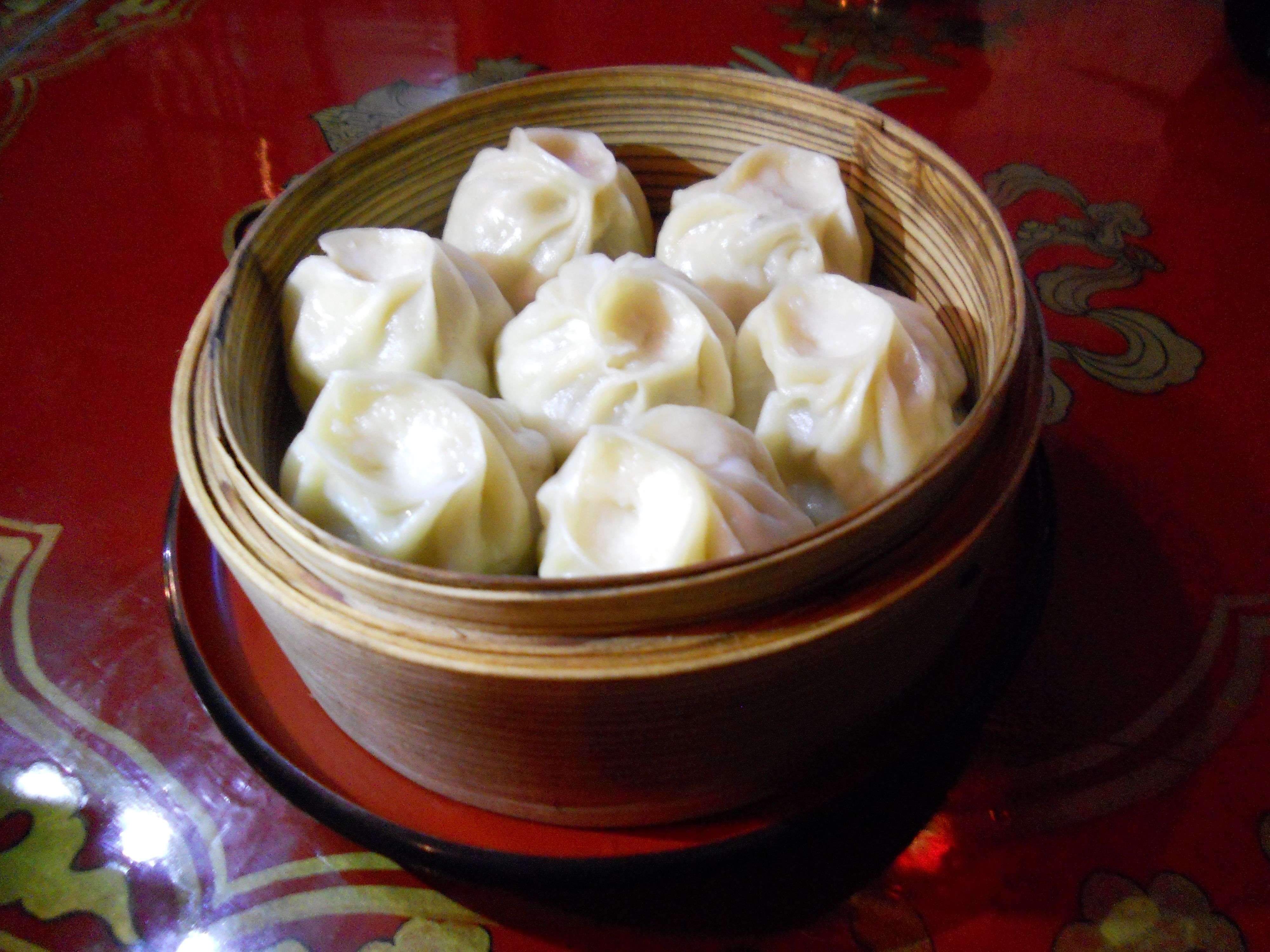
Buuz

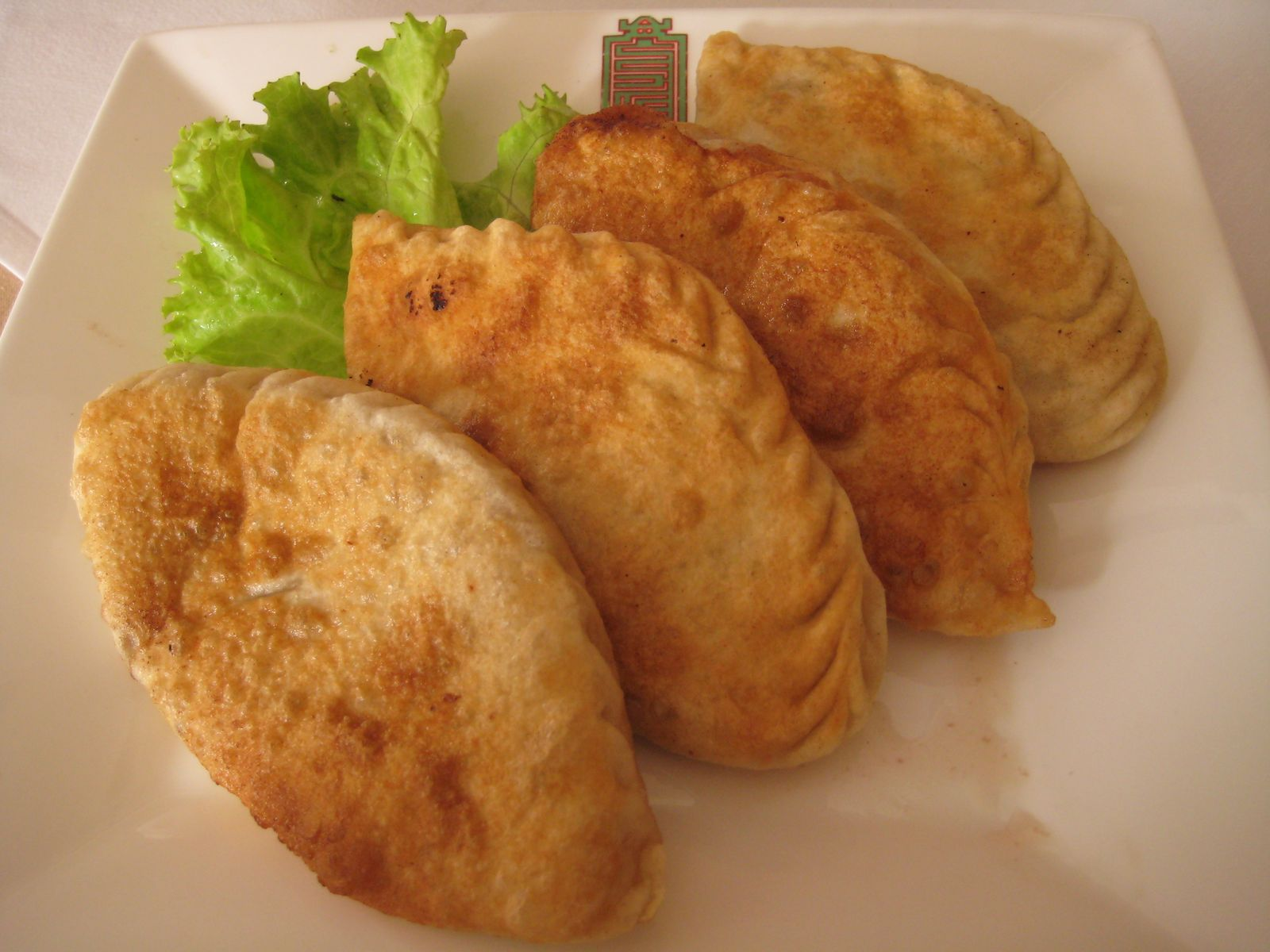
Khuushuur

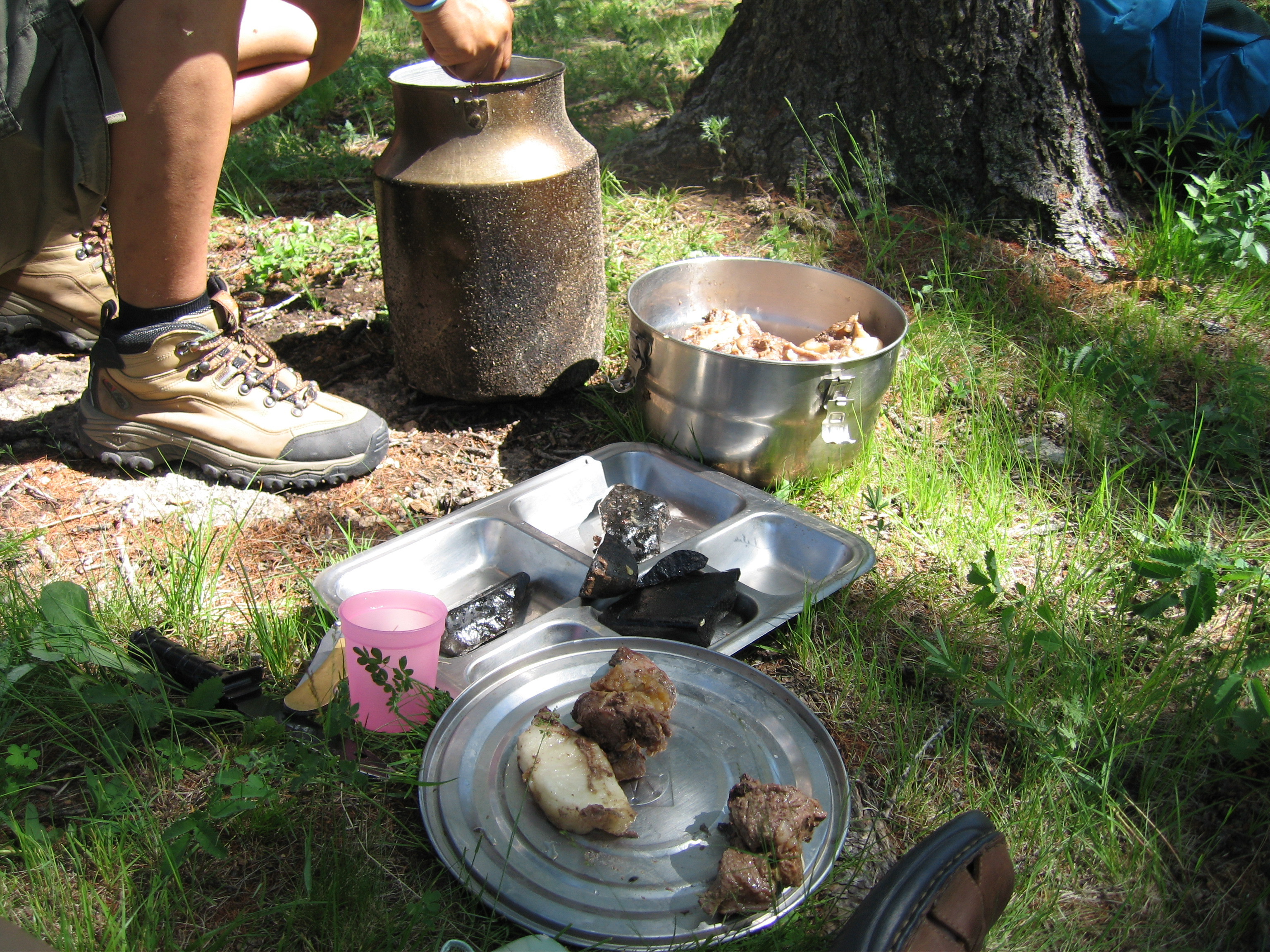
Khorkhog

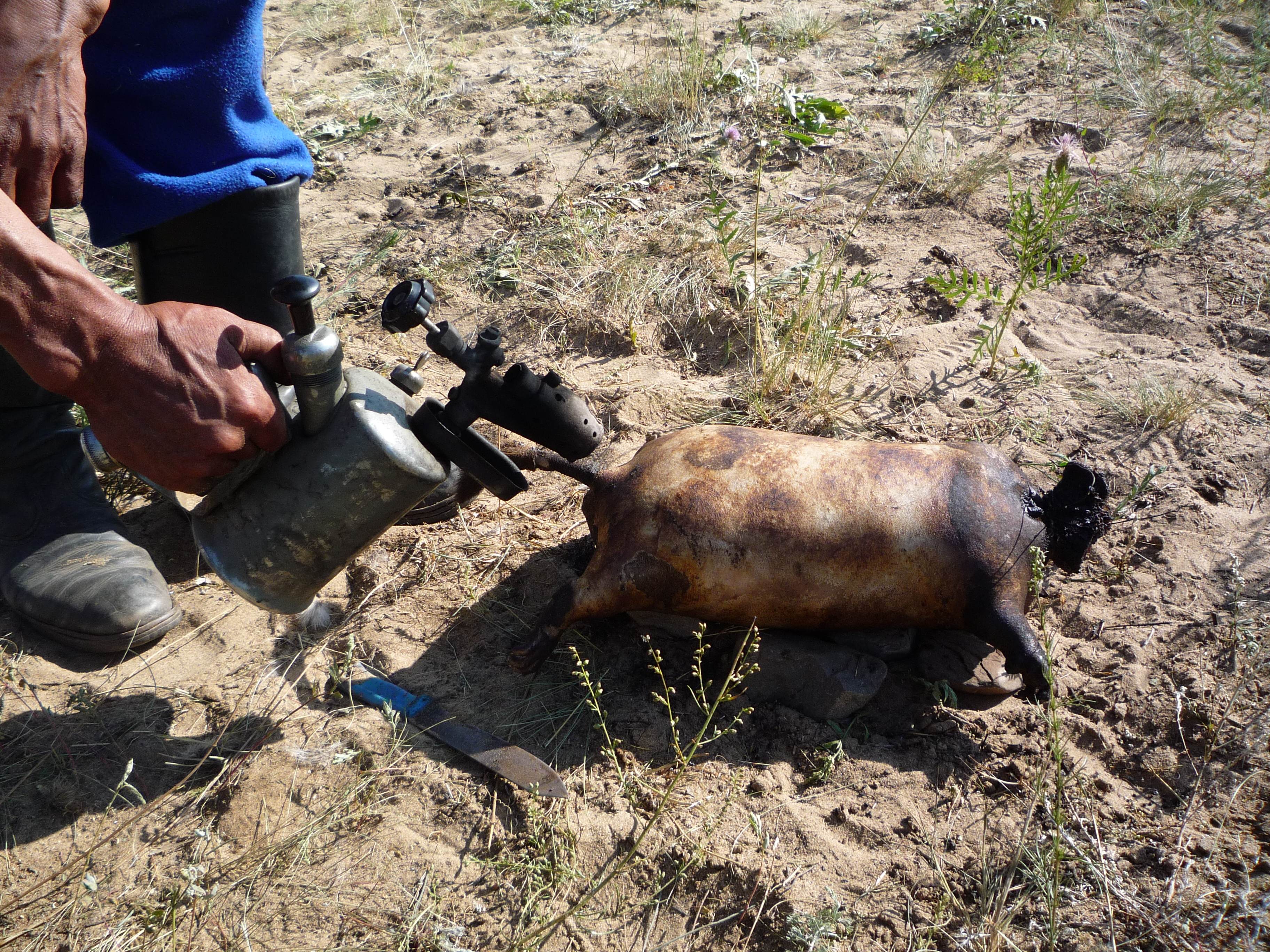
Boodog

La gastronomia de Mongòlia (en mongol: Монголын хоол) consisteix principalment en l'ús de productes làctics, carn i greixos d'origen animal. El plat rural més comú empra la carn de moltó cuita. A les àrees urbanes són freqüents els buuz, un tipus de dumplings cuinats al vapor farcits de carn.
El clima continental extrem que hi ha a Mongòlia ha influït fortament en la dieta tradicional. L'ús de vegetals i espècies és limitat i, a conseqüència de la seva proximitat geogràfica i les relacions històriques amb la Xina i Rússia, la gastronomia mongola ha rebut importants influències d'aquests països. La cuina mongola depèn fortament de les estacions. Durant els mesos d'estiu, quan els animals produeixen llet, els aliments bàsics són els làctics, mentre que durant l'hivern preval la carn, acompanyada de farines, arròs i patates.
Tradicionalment, els mongols classifiquen els menjars com a blancs (cagaan ide; per als làctics); menjars grisos o marrons (bor idee; per a les carns) o cereals (guriltaj hool; aquesta última categoria començà a aparèixer cap a la dècada dels 70, primer en àrees urbanes i més tard a les rurals).

## Característiques
Els nòmades mongols, que generalment són autosuficients, s'alimenten principalment de productes d'origen animal com ara bou, cavall, camell, iac, ovella, cabra i carn de caça. Empren la carn cuinada, com a ingredient per a sopes, com a farciment per a dumplings (buuz, khuushuur, bansh, manti) o també seca durant l'hivern (borts).
La dieta mongola inclou una elevada proporció de greixos d'origen animal, ja que ajuden a suportar els freds hiverns de la regió, amb temperatures de fins a 40 graus sota zero, i el dur treball físic. La llet i la nata s'empren per a elaborar tota mena de begudes, així com formatge i altres derivats làctics.
En les zones rurals és possible trobar restaurants situats en iurtes al llarg de les carreteres i camins. Els mongols solen cuinar en cassoles de ferro o alumini situades damunt un petit foc alimentat per fusta o combustible d'origen animal a base de matèria fecal assecada (argal).

## Menjars típics
El principal plat rural és el moltó cuit, sovint acompanyat d'altres ingredients. A les àrees urbanes el principal plat són els buuz, una espècie de dumplings cuinats al vapor farcits de carn. També es mengen altres tipus de dumplings bullits en aigua com ara els bansh o manti, o fregits en greix de moltó, com ara els khuushuur.
En altres plats és freqüent la combinació de la carn amb arròs o fideus en guisats (com ara el tsuivan o el budaatai huurga) o en sopes de fideus (guriltai shol). Malgrat que els dumplings són sovint presentats com a plats típics mongols, alguns autors defensen que són fruit de la important influència de la Xina des de mitjan segle xx.
Els mongols també cuinen a la pedra, tot i que sovint només en les festivitats especials. Aquest mètode s'empra per exemple en la preparació de trossos de xai introduïts prèviament en un pot, com els que s'empren per al transport de la llet (khorkhog) o quan les pedres escalfades a foc viu prèviament s'introdueixen a l'abdomen d'una marmota o una cabra desossades (boodog).
En quan als derivats làctics, la llet se sol bullir per a separar la nata (öröm); la llet desnatada que en resulta s'empra per a l'elaboració de formatge (byaslag), quallada (aaruul), iogurt, quefir, i licor de llet (shimiin arkhi).
La beguda nacional és l'airag, que s'elabora amb llet fermentada d'egua, malgrat que la beguda més consumida és el vodka - a conseqüència de la influència russa durant la Unió Soviètica-, concretament el destil·lat per la marca nacional Chinggis (anomenada en honor de Genguis Kan), que ven prop d'un 30% del vodka al país. La beguda del dia a dia és el té de llet salada (süütei tsai), que es pot convertir en una sopa afegint-hi arròs, carn o bansh.
L'ordi és força popular a Mongòlia, i es consumeix tant fregit com maltat. La farina que en resulta un cop molt (gurgl d'arvain) es consumeix en forma de farinetes (consistents en llet i sucre) o barrejades en te.
Els dolços mongols inclouen el boorstog, un tipus de galeta que es menja en ocasions especials.